# 微體玻璃鰕虎魚
微體玻璃鰕虎鱼（学名：Aphia minuta）為輻鰭魚綱鰕虎鱼目鰕虎鱼科的其中一種，也是玻璃鰕虎鱼属唯一物种。

## 分布
分布於大西洋區，包括從特倫汗到摩洛哥、地中海、黑海及亞速海等海域，棲息深度5-80公尺。

## 形态
本魚透明的身體約略淡紅色，雄性有較長的背鰭與臀鰭，背鰭硬棘4-6枚;背鰭軟條11-13枚;臀鰭硬棘1枚;臀鰭軟條11-15枚，體長可達7.9公分。

## 习性
生活在近海或河口沙底質或鰻草叢的水域，屬肉食性，以橈腳類及糠蝦等為食，繁殖期在夏季，雌魚在雙殼貝中產卵，可作為食用魚。

## 外部連結
- 微體玻璃鰕虎鱼的圖片 （页面存档备份，存于）